# An silvia
An Silvia Opus 106, no 4, D. 891, és un Lied compost per Franz Schubert el 1826 i publicat poc després de la seva mort el 1828. Es publicà conjuntament amb tres altres Lieder, compostos el 1827, que van conformar l'opus 106, dedicat a Marie Pachler, pianista i amiga del compositor:
1. Heimliches Lieben D. 922
2. Das Weinen D. 926
3. Vor meiner Wiege D. 927
4. An Silvia D. 891

Hi ha la llegenda que Schubert va escriure aquest Lied darrere la carta d'un restaurant, però no deixa de ser una llegenda sense credibilitat.
El quart Lied d'aquest Opus 106 havia de ser originalment Eine altschottische Ballade, però en el darrer moment es va substituir per An Silvia.

## Text
El text en alemany és una traducció feta per Eduard von Bauernfeld d'un text de William Shakespeare que apareix a l'escena 2, acte IV de Els Dos gentilhomes de Verona de l'autor anglès.
| Anglès Who is Silvia? what is she? That all our Swaines commend her? Holy, faire, and wise is she. The heavens such grace did lend her, That she might admired be. Is she kinde as she is faire? For beauty lives with kindnesse: Love doth to her eyes repaire, To helpe him of his blindnesse: And being help'd, inhabits there. Then to Silvia, let us sing, That Silvia is excelling; She excels each mortall thing Upon the dull earth dwelling. To her let us Garlands bring. | Alemany Was ist Silvia, saget an, Daß sie die weite Flur preist? Schön und zart seh' ich sie nah'n, Auf Himmels Gunst und Spur weist, Daß ihr Alles unterthan. Ist sie schön und gut dazu? Reiz labt wie milde Kindheit; Ihrem Aug' eilt Amor zu, Dort heilt er seine Blindheit, Und verweilt in süßer Ruh. Darum Silvia tön', o Sang, Der holden Silvia Ehren; Jeden Reiz besiegt sie lang, Den Erde kann gewähren: Kränze ihr und Saitenklang! | Català Digues-me què és, Sílvia, el que tots els camps lloen? Bella i delicada la veig apropar-se, la gràcia i l'empremta del cel li assenyalen que tot a ella està sotmès. És ella formosa i bona a més? El seu encís delecta com dolça infantesa; vers els seus ulls Cupido s'apressa, allà es guareix de la seva ceguesa i roman en un dolç repòs. Així doncs, per Sílvia, ressona oh cant, en honor de l'encisadora Sílvia; ella domina tots els encants que la terra pot atorgar: per a ella, garlandes i música d'arpa! Traducció: Salvador Pila |

Tornar a dalt de tot